# Narcine lingula
Narcine lingula  (лат.) — вид скатов рода нарцин семейства лат. Narcinidae отряда электрических скатов. Это хрящевые рыбы, ведущие донный образ жизни, с крупными, уплощёнными грудными и брюшными плавниками в форме диска, выраженным хвостом и двумя спинными плавниками. Они способны генерировать электрический ток. Обитают в субтропических водах западной части Тихого океана и Индийского океана. Максимальная зарегистрированная длина 33 см.

## Таксономия
Впервые вид был научно описан в 1846 году. Вид рассматривается как самостоятельный, хотя разделение Narcine lingula и пятнистой нарцины можно считать только предварительным и временным. Единственным критерием, на котором базируется это разделение, является строение ноздрей. Видовое название происходит от слова лат. lingula — «язычок».

## Ареал
Narcine lingula обитают в северо-западной части и западно-центральной части Тихого океана, а также в Индийском океане. Эти скаты встречаются в Южном и Восточном Китайском море вплоть до побережья Шанхая, вероятно, в Жёлтом море, у берегов Тайваня, Китая, возможно, Вьетнама, Камбоджи, Таиланда, Мьянмы и Пакистана. Присутствие этого вида в водах Японии и Филиппин сомнительно и требует подтверждения. Narcine lingula попадаются как у берега, так и в открытом море.

## Описание
У этих скатов широкие и закруглённые грудные плавники, образующие овальный диск. Имеются два спинных плавника и хвостовой плавник. Позади глаз имеются брызгальца. У основания грудных плавников перед глазами сквозь кожу проглядывают электрические парные органы в форме почек, которые тянутся вдоль тела до конца диска. Расстояние от кончика рыла до рта равно расстоянию от кончика рыла до глаз и намного превышает расстояние до ноздрей.
Окраска дорсальной поверхности тела коричневого цвета. Спина, плавники и хвост покрыты тёмно-коричневыми пятнами, диаметр которых превышает диаметр глаз. Максимальная зарегистрированная длина 33 см.

## Биология
Narcine lingula являются донными морскими рыбами. Они размножаются яйцеживорождением, эмбрионы вылупляются из яиц в утробе матери и питаются желтком и
гистотрофом. Самцы и самки достигают половой зрелости при длине 24—27 см и 25 см соответственно. Самый маленькая свободноплавающая особь имела в длину 10,6 см. У одного из исследованных экземпляров имелся слабый желточный шрам.

## Взаимодействие с человеком
Эти скаты не представляют интереса для коммерческого рыбного промысла. Иногда они попадаются в качестве прилов при коммерческой ловле креветок методом траления. Пойманных рыб выбрасывают за борт, вероятно, уровень выживаемости среди них низкий. Кроме того, эти скаты страдают от ухудшения условий среды обитания, вызванного антропогенным фактором. Данных для оценки Международным союзом охраны природы статуса сохранности вида недостаточно.